# Dead Space 2
Dead Space 2 (укр. Мертвий Космос 2) — відеогра жанру шутера від третьої особи з елементами survival horror, продовження оригінальної гри Dead Space, створене студією Visceral Games і видане Electronic Arts на початку 2011 року. На відміну від свого попередника, Dead Space 2 має багатокористувацький режим.
Сюжет продовжує історію Айзека Кларка та його боротьби з некроморфами. Події гри розгортаються в колонії в Сонячній системі, де Айзек отямлюється через кілька років після фіналу Dead Space в шпиталі, застаючи колонію наповненою некроморфами. У пошуках розгадки, що сталося зі станцією і самим Айзеком він вибирається зі шпиталю, борючись із чудовиськами, що трапляються йому на шляху.

## Ігровий процес

### Зброя
- Ліхтарик — першим його призначенням є просто освітлювати місцевість, але по ходу сюжету Айзек модернізує його в рукоятку для плазмового різака.
- Плазмовий різак — інструмент для різання мінеральних порід і перша зброя, яка зустрічається гравцеві — хоча в момент зустрічі він використовувався як хірургічний інструмент і Айзек змушений був приладнати його до ліхтарика. Вважається обов'язковою, хоча б резервною зброєю. Альтернативний режим: напрямок леза змінюється на 90 градусів. Модифікування точки «спец» в схемі плазмового різака надає можливість підпалювати ворогів. Не надто потужна, але точна зброя з достатньо високим темпом ведення вогню, з якою, за умови достатньої майстерності можна пройти хоч всю гру.
- Імпульсна гвинтівка — Штурмова гвинтівка армійського зразка з високим темпом стрільби і величезним магазином (до 175 пострілів). В альтернативному режимі використовується «підствольний» гранатомет ствола (у гвинтівки їх три), один постріл якого коштує 25 звичайних. Дуже ефективна проти некроморфів.
- Лінійна рушниця інакше знана як «лінійний різак», або «лазерний арбалет»-важкий інструмент для промислового різання породи, по суті є більшим, і потужнішим різновидом плазмового різака, стріляє широким енергетичним променем, здатним вражати кількох ворогів, що знаходяться на одній лінії. В альтернативному режимі стріляє міною, яка вибухає з затримкою в декілька секунд, знищуючи все в радіусі ураження.
- Труборіз — за допомогою вбудованого кінетичного модуля труборіз утримує циркулярну пилку, що обертається з великою швидкістю. Підходить як для точної різки, так і для грубої, швидкої роботи (дія леза обмежено за часом). В альтернативному режимі труборіз випускає леза по прямій лінії для різання віддалених об'єктів. Дуже ефективний в оточенні ворогів з малим здоров'ям.
- Вогнемет — водневий промисловий пальник. Альтернативний вогонь дозволяє запустити в бік ворога запалений балон з паливом, який через деякий час вибухає. У першій частині вогнемет не працював у вакуумі, хоча йому не повинен був бути потрібен кисень для горіння; в Dead Space 2 цей недолік виправлений, тобто вогнеметом можна сміливо користуватися і у вакуумі.
- Клепальний молоток — подібна зброя вже було представлена у грі Dead Space: Extraction, але іншої моделі — «935 Bonder». Стріляє заклепками, здатними прибивати ворогів до стін. Альтернативний режим випускає 4 заклепки, що деякий час відскакують від стін.
- Силова рушниця —інакше знана як «імпульсний прискорювач часток», або «суперколайдер»-промисловий імпульсний силовий різак, призначений для робіт з дроблення породи, коли необхідний потужний, сфокусований імпульс енергії. Для пострілу переважно режимі потрібен якийсь час утримувати кнопку, постріл робиться при відпуску. Альтернативний режим створює сферичну вибухову хвилю навколо оператора. Апгрейд точки «спец» додає до альтернативного вогню ефект стазису. Особливо ефективний проти великих некроморфів.
- Снайперська гвинтівка — зброя для ураження на дальній дистанції. Володіючи потужним і точним пострілом, гвинтівка вимагає часу на перезарядку. Альтернативний режим включає або відключає наближення, в режимі наближення завдає біьше ушкоджень. Єдина зброя, що викидає стріляні гільзи.
- Контактний детонатор —пристрій для встановлення мін, які після установки випускають три лазерних променя, перпендикулярних до площини установки, при перетині яких людиною, некроморфами або предметом міна одразу вибухає. Міна може бути встановлена на будь-якій поверхні, крім покритої органікою некроморфів; при контакті з некроморфами міна вибухає відразу. Альтернативний вогонь знімає зі взводу встановлені міни; при установці більше п'яти хвилин перша зі встановлених відключається. При апгрейді точки «спец» збільшується радіус дії ударної хвилі.
- Дротикомет — використовує сталеві дротики для взяття глибинних проб. Дротик здатний проткнути ворога і пришпилити його до стіни, а альтернативний вогонь генерує електричний розряд в останньому випущеному дротику. При апгрейді точки «спец» до альтернативного режиму додається ефект вибуху.
- Силовий пістолет — ручний прискорювач гравітонів. На короткій дистанції збиває супротивника (або супротивників) з ніг, завдаючи при цьому значних втрат здоров'я, іноді відразу відриваючи кінцівки. Альтернативний вогонь — точний вузький постріл на велику дистанцію; затримка між натисканням і пострілом становить приблизно півсекунди.
- Ручна гармата — секретна комічна зброя, що виглядає як велика червона рука. З'являється після проходження на Хардкорному рівні складності. Володіє високою забійною силою, здатна вбити (миттєво і повністю розчленувати) будь-якого некроморфа одним пострілом, незалежно від рівня складності гри; при пострілі Айзек говорить «Піу-піу» і «Ба-бах».

### Спорядження
- Стазисний модуль — модуль RIGa, за допомогою якого можна тимчасово сповільняти час, ворогів чи предмети, які дуже швидко рухаються.
- Кінетичний модуль — модуль RIGa, яким можна активувати певні прилади, пересувати предмети або китатися підручними засобами.

## Системні вимоги

### Мінімальні вимоги
- ОС: Windows XP (SP2), Windows Vista, Windows 7
- Процесор: 2,8 ГГц або еквівалентний (будь-який процесор Pentium 4 з тактовою частотою 2,8 ГГц або потужніший, AMD Athlon64 3000+ або потужніший, будь-який процесор Athlon64 X2 або Core Duo)
- ОЗУ: 1 Гб (Windows XP), 2 Гб (Windows Vista, Windows 7) або більше
- Оптичний привід: 8-швидкісний або швидший привід CD/DVD
- Жорсткий диск: 9,3 Гб вільного місця на диску, додаткове місце для збереження.
- Відео: відеокарта з відеопам'яттю 256 Мб і підтримкою Shader Model 3.0; Nvidia GeForce 6800 або потужніша (моделі 7300, 7600 GS і 8500 не відповідають мінімальним вимогам до системи), ATI X1600 Pro або потужніша (моделі X1300, X1300 Pro і HD2400 не відповідають мінімальним вимогам до системи)
- Звук: звукова карта з підтримкою Direct 9.0c

## Сюжет
Події розгортаються в 2511 році, через три роки після закінчення сюжету першої частини, на густонаселеній космічній станції «The Sprawl» (укр. Скупчення), розташованій на фрагменті супутника Сатурна Титана, зруйнованого заради корисних копалин. Після того як Айзека Кларка знайшли в космічному човнику поблизу Егіди-7, його помістили до психіатричного шпиталю на цій станції і підтримували в несвідомому стані. Одного разу Айзека розбуджує Фрáнко (протагоніст «Dead Space: Ignition»), через поширення некроморфів станцією. Перш ніж Франко встигає звільнити Айзека від гамівної сорочки, його вбиває некроморф і той сам перетворюється на чудовисько. Айзек змушений тікати, дорогою він зустрічає вченого, який звільняє його, але той божеволіє та перерізає собі горло. Айзек знаходить екіпіровку і у нього починаються галюцинації з участю Ніколь, як в першій грі. З ним зв'язується жінка на ім'я Дайна, яка вказує дорогу до її місця розташування, обіцяючи дати ліки від психічного розладу і повідомляючи Айзеку, що за ним полює Комітет, який містив його в сон на три роки. Також Айзек стикається з іншим пацієнтом, Ноланом Строссом, який стверджує, що він і Айзек можуть знищити Обеліск на базі, який викликав появу некроморфів. Ігноруючи слова Стросса, той продовжує пробиратися через місто за вказаним Дайною шляхом. Після прибуття до її місця розташування Айзека схоплює охорона, після чого Дайна пояснює, що вона є юнітологом, посланим зловити Айзека. Вона стверджує, що Айзек відповідальний за спорудження нового Обеліска, який став причиною нинішнього зараження станції. Айзек потрібен юнітологам, щоб побудувати нові Обеліски. Ці плани зриває охоронний штурмовик станції, який розстрілює Дайну і охоронців, дозволяючи Айзеку втекти.
Після бою з босом з ним знову зв'язується Стросс, і Айзек з небажанням вирішує довіритися йому, поставивши перед собою мету знищити Обеліск. Стросс повідомляє йому, що Обеліск розташований в урядовому секторі в суворій ізоляції. У міру просування, Айзек стикається з іще однією вцілілою, Еллі, офіцером-пілотом C.E.C. (Concordance Extraction Corporation), яка в підсумку приєднується до їхньої місії. Під час їх просування по станції до урядового сектора, адміністратор станції, Ганс Тейдманн, створює різні перешкоди, щоб не дати їм дійти до Обеліска. Пізніше божевілля Стросса загострюється, він нападає на Еллі і викруткою виколює їй око. Вона виживає, а пізніше Айзеку доведеться вбити Стросса, який накидається на нього. Пробиваючись до Обеліска, Айзек продовжує отримувати видіння з участю Ніколь, які стають все яснішими і намагаються збити його з мети. Зрештою Айзеку доводиться визнати, що він не може більше тікати, і що його доля — пожертвувати собою аби знищити Обеліск.
Коли Айзек пробирається в урядовий сектор, він евакуює Еллі зі станції на штурмовому кораблі. Всередині сектора Айзек відкриває двері, яка стримували некроморфів, що намагаються пробитися до Обеліска, після чого вони знищують солдатів Тейдманна. Зрештою Айзек добирається до Обеліска, коли артефакт починає «сходження» — подію, передбачену юнітологами, за якої він, світячись, злітає та притягує до себе некроморфів, щоб утворити вищу форму цих істот. Супроводжуваний видінням Ніколь, Айзек знаходить машину, яка розблоковує уражені Обеліском ділянки його мозку, потім він пробивається до Обеліска, де стикається зі спотвореним Тейдманном, якого змушений вбити. Після цього він підходить до Обеліска, де образ Ніколь раптово втягує Айзека в його власний розум. Всередині він стикається з частинами, що перебувають під впливом Обеліска і Ніколь, яка пояснює йому, що єдиний спосіб зробити Обеліск «єдиним» — це абсорбувати розум і тіло того, хто його створив — Айзека. Після тривалої битви Айзеку вдається знищити образ Ніколь і звільнитися від всіх слідів впливу Обеліска на його розум, тим самим в процесі руйнуючи сам Обеліск в реальності.
Знищивши Обеліск і очистивши свій розум від його впливу, Айзек готовий змиритися зі своєю долею, бо повне руйнування Обеліска призводить до розвалу всієї станції. Раптово він отримує повідомлення від Еллі, яка пробиває штурмовиком стелю над Обеліском. Поки станція руйнується, відбувається падіння гравітації, внаслідок чого Айзек злітає і, оминаючи уламки, потрапляє на штурмовик, перш ніж станція вибухає. У фінальній сцені Айзек, бачачи, що ситуація нагадує фінал першої гри, насторожено дивиться на Еллі, на що та здивовано запитує: «Що?»
Після фінальних титрів чути запис переговорів, в яких один голос повідомляє іншому, що станція «Титан» і сам Обеліск знищені, на що йому наказують відкликати кораблі з цієї зони і що «доведеться збирати все по шматочках».

## Персонажі
- Айзек Кларк (Isaac Clarke) — протагоніст, відомий ще з першої частини гри. Єдиний вцілілий із корабля «Ішімура». Після знищення Обеліска і втечі з корабля, в непритомному стані попадає на станцію Титан. Прийшовши в себе, розуміє, що кошмар, з яким він зіткнувся на «Ішімурі» знайшов його і тут. Єдиний вихід — продовжувати боротися.
- Ганс Тейдманн (Hans Tiedemann) — спадковий директор станції Титан. Надав дозвіл на будівництво Обеліска на території станції, вважаючи, що це справа всесвітнього значення для усього людства. Головний антагоніст Айзека.
- Еллі Ленґфорд (Ellie Langford) — пілот (вантажний, 4-го класу) СЕС, одна з уцілілих від атак некроморфів. Красуня, яка вправно користується плазмовим різаком і водить будь-який наземний і повітряний транспорт. Дивним чином не зазнає впливу Обеліска. Втрачає око після боротьби із Строссом, проте це не заважає їй втекти.
- Нолан Стросс (Nolan Stross) — персонаж, який страждає на психічні розлади. Збожеволівши, вбиває власну дружину і сина, після чого переведений на борт станції Титан і відданий під тортури психіатричній групі Тейдманна, так само як і Айзек. Під впливом Обеліска цілковито втрачає здоровий глузд і намагається вбити протагоніста, проте, після невдалої спроби, був вбитий Айзеком. Знає як знищити Обеліск, зробивши для цього «4 кроки», але не встигає цього пояснити.
- Діана Ле Ґуін (Daina Le Guin) — юнітолог-фанатик. Допомагає Айзеку втекти з клініки, але пізніше стає відомо, що вона врятувала Айзека для того, щоб він будував нові Обеліски — «святі граалі» юнітології. Перший персонаж, якого зустрічає головний герой. Загинула від попадання уламка в голову.

## Підтримка гри
Electronic Arts 8 грудня 2023 року вимкнула сервери для Dead Space 2 на PlayStation 3, Xbox 360 та Windows.